# Витебский Курьер
«Витебский Курьер» — информационно-публицистическое издание в Витебской области, существующее с 1989 года (издание с подобным названием также издавалось в начале XX века). В 1995 году издание меняло название на «Витебский Курьер М». Единственная в регионе независимая газета, выходящая значительным тиражом в печатной версии.

## История

### Дореволюционное издание
В апреле 1906 г. витебские купцы Израиль и Меер Моисеевы Нейманы подали прошение на имя губернатора Б. Гершау фон Флотова с просьбой разрешить им издание листка под названием «Витебский Курьер». Его первый номер вышел в свет 2 мая 1906 года (до этого единственным периодическим изданием в городе были «Витебские губернские ведомости» (1838—1917 гг.) — орган Витебского губернского правления). Газета издавалась форматом 296х219 миллиметров. В ней печатались информационные сообщения Санкт-Петербургского телеграфного агентства, заметки, перепечатанные из других, в основном, российских газет. Здесь печатались также самые свежие новости, ибо газета выходила два раза в день. Нечетные номера издавались под заголовком «Телеграммы вечерние», в четных номерах публиковались «Телеграммы утренние». Всего вышло 37 номеров газеты. Последний был напечатан 30 мая 1906 года (все номера сейчас хранятся в Российской национальной библиотеке в Санкт-Петербурге).

### Возрождение газеты
Осенью 1989 года витебские фотожурналисты Владимир Базан и Игорь Лейкин решили выпускать газету о культурной жизни города под названием «Витебский курьер». Областным комитетом партии был организован общественный комитет содействия газете «Витебский курьер», в состав которого вошли известные в городе и республике деятели культуры: член Союза писателей Давид Симанович, археолог предприятия «Белреставрация» и инициатор создания клуба любителей старины «Узгор’е» Игорь Тишкин, профессор, доктор наук, заведующий кафедрой Витебского пединститута Юрий Родионов, председатель Витебского отделения Союза художников СССР скульптор Александр Гвоздиков и др. Создатели «Витебского курьера» главным направлением газеты избрали пропаганду достижений литературной, музыкальной и театральной жизни города, а также народного и самодеятельного творчества. Темы основных публикаций прошли согласование с чиновниками отдела пропаганды и агитации обкома КПБ, коим журналисты были должны пообещать, что газета не будет пропагандировать «политические взгляды неформальных объединений». Бюро обкома партии разрешило издавать не газету, а бюллетень «Витебский Курьер».
30 декабря 1989 года вышел в свет нулевой номер информационного бюллетеня культурной жизни города «Витебский курьер». Его основателем стал городской центр культуры. Восьмиполосный двухцветный номер бюллетеня форматом А3 был напечатан тиражом 4 тысячи экземпляров. Цена нулевого номера газеты составляла 30 копеек. На первой странице бюллетеня сообщалось о том, что все средства от продажи номера будут перечислены на счет Республиканского детского гематологического центра. После выхода нулевого номера «Витебского курьера» его создатели на протяжении следующего полугода решали вопросы, связанные с дальнейшим существованием газеты. Первый номер «Витебского Курьера» вышел в свет 9 июня 1990 года. Цена издания, количество страниц в нём, а также учредитель остались прежними.
Главным редактором газеты сотрудники редакции избрали Владимира Базана. В первом же номере журналисты «Витебского курьера» попробовали привлечь внимание общественности к экономическим, социальным и моральным проблемам общества. Они не боялись критиковать городскую власть за недостатки в её работе. Тираж второго и последующих номеров «Витебского курьера» был увеличен вдвое и достиг 8 тысяч экземпляров. Именно в «Витебском курьере» в 1990 году впервые среди витебских газет появились статьи об угрозе СПИДа, о проблемах белорусской рок-музыки. Также были опубликованы интервью с оппозиционным депутатом Верховного Совета БССР Сергеем Наумчиком, митрополитом Филаретом, другими известными политиками и общественными деятелями, которые высказывали свою точку зрения на события, происходящие в стране. Редакция получала средства на издание газеты только от реализации номеров «Витебского курьера». Рекламы на страницах почти не было.
5 января 1991 года на первой странице, сразу под названием, появилась надпись «Еженедельная городская газета» — из информационного бюллетеня городского центра культуры «Витебский курьер» превратился в полноценную газету. В 1991 году её тираж увеличился до 10 тысяч экземпляров. 27 ноября 1992 года «Витебский курьер» получил в Министерстве информации Республики Беларусь новое свидетельство о регистрации.
В самые тяжелые моменты редакция обращалась за посильной поддержкой, однако государство в лице Витебского облисполкома, горисполкома, Октябрьского райисполкома, областного Совета депутатов, Министерства финансов, Министерства культуры и печати никогда не оказывало поддержки «Витебскому Курьеру».
Начиная с номера 26 за 30 июня 1995 года соучредителем газеты стал витебский кооператив «Мастер», после чего она была перерегистрирована под названием «Витебский Курьер М». В марте 1996 года кооператив «Мастер» отказался от права на учреждение газеты. 25 ноября 1996 года издание вновь прошло перерегистрацию, сохранив название «Витебский Курьер М» и единого учредителя — коллектив редакции.
В 1996 году «Витебский Курьер М» печатался на 8 и 12 полосах формата А3. Последний 12-полосный номер газеты вышел 27 сентября 1996 года, после чего еженедельник стал печататься на восьми страницах формата А2. В 1995 году редакция получила грант Белорусского фонда Сороса, на деньги которого было приобретено компьютерное и другое оборудование, что позволило самостоятельно изготавливать оригинал-макеты номеров.

## Проблемы издания в 2008—2009 годах
После того как В. Базан отказался подписывать документы на перерегистрацию ЗАО "Издательский дом «Витебский Курьер» и, соответственно, газеты «Витебский Курьер-М», в августе 2008 года ЗАО "Издательский дом «Витебский Курьер» фактически было закрыто властями. Базан являлся держателем 30 % акций ЗАО "Издательский дом «Витебский Курьер», а согласно Уставу ЗАО, перерегистрация и внесение изменений в Устав могут быть приняты при кворуме 75 % акций. Таким образом В. Базан блокировал любые действия по перерегистрации. В результате, он был уволен за многочисленные прогулы директором ЗАО "Издательский дом «Витебский Курьер» Жанной Поповой. Другие акционеры, кроме Ольги Карач, в буквальном смысле самоудалились от ведения дел в акционерном обществе.
На место редактора был принят Владимир Ивашкевич. Депутат городского Совета 24 созыва Ольга Карач снова собрала ту команду, которая работала над «Витебским Курьером-М» и предложила продолжать работу. Газета была вновь зарегистрирована, но уже в России, что сняло некоторые проблемы с типографией (газеты с российской регистрацией российские типографии печатают гораздо дешевле, чем с белорусской).
Первый номер обновлённого «Витебского Курьера» вышел 18 сентября 2009 года под редакцией Борщевского Олега Вадимовича. С ноября 2009 г. газета выходит в непрерывном режиме раз в неделю по четвергам. Первоначальный тираж составлял 1000 экземпляров; с марта 2010 г. тираж составляет 10 000 экземпляров. Газета выходит форматом А3, имеет 12 полос, на первой и последней применяются элементы зелёного цвета. 80-90 % материалов газеты — собственного производства.

## Преследование властью
Из-за правдивого и объективного освещения белорусских реалий, тиражи газет постоянно конфисковываются властью, а сайт «Витебского курьера» после специального указа президента стал первым отключенным сайтом в списке независимых интернет-изданий. Кроме того, газета и распространители издания постоянно подвергаются незаконным штрафам и преследованиям.
В конце августа 2020 года по приказу Министерства информации Республики Беларусь доступ на бывший сайт издания http://vkurier.by/ в стране был ограничен за освещение ресурсом протестов в Белоруссии.
В январе 2022 года интернет-ресурсы «Витебского курьера» были внесены в республиканский список экстремистских материалов.

## «Витебский курьер» в сети Интернет
19 января 2010 г. у издания появляется аккаунт в социальной сети Facebook. 22 марта 2010 года подобное событие произошло и в Twitter. Независимая газета и её читатели получили шанс оставаться на связи даже в сложных ситуациях.
5 июля 2010 года внезапно исчез сайт «Витебского курьера», расположенный на хостинге Витебского филиала Белтелекома. Эксперты считают, что это результат действия указа Президента Беларуси. И хоть Витебский филиал Белтелекома утверждал, что удаление сайта было следствием заявки заказчика (в данном случае учредителя издания), что не соответствует действительности, новое место и адрес в белорусском сегменте Интернета провайдер предоставить отказался.
10 июля 2010 г. сайт независимой газеты возобновил свою работу по новому адресу, вне Беларуси (http://vitebsk-kurier.info/).
С июля 2014 года сайт переехал на домен http://vkurier.by.
24 ноября 2011 года в свет вышел 100-й номер обновленного «Витебского Курьера».
В начале марта 2012 года был запущен новый сайт издания (до этого несколько месяцев работал в тестовом режиме) по адресу http://kurier.me.

## Награды
В 2005 году издание получило премию имени Герда Буцериуса «Свободная пресса Восточной Европы».